# John Madden (Regisseur)
John Madden (* 8. April 1949 in Portsmouth) ist ein britischer Theater- und Filmregisseur.

## Karriere
Nachdem Madden in England am Theater zu inszenieren begonnen hatte, ging er 1975 in die USA. Dort gestaltete er zunächst Hörspiele fürs Radio und begann bald auch am Broadway zu arbeiten. Nach einer Zwischenstation als Lehrer für Schauspiel an der Universität Yale führte er in den 1980er Jahren, wieder zurück in England, Regie für diverse Fernsehfilme für die BBC. 
Seinen Kinodurchbruch erlebte er 1997 mit dem Film Ihre Majestät Mrs. Brown. Judi Dench spielte als Königin Victoria von Großbritannien die Hauptrolle. Ein Jahr später erhielt er den Regieauftrag für Shakespeare in Love. Der Film wurde zum erfolgreichsten Film des Jahres 1999 und erhielt sieben Oscars. Für Madden blieb es allerdings bei der Nominierung für die beste Regie.
Madden drehte 2001 als nächsten Film Corellis Mandoline mit Nicolas Cage in der Hauptrolle. Mitte September 2005 erschien in den USA sein Film Der Beweis – Liebe zwischen Genie und Wahnsinn mit Gwyneth Paltrow und Anthony Hopkins in den Hauptrollen. Weitere Filmprojekte folgten. 2013 inszenierte er die Pilotfolge der Serie Masters of Sex.

## Filmografie (Auswahl)
- 1990: Mein Mann ist ein Mörder (The Widowmaker)
- 1993: Ethan Frome
- 1993: Golden Gate
- 1995: Heißer Verdacht: Kind vermißt (Prime Suspect: The Lost Child)
- 1996: Lügenspiele (Truth or Dare)
- 1997: Ihre Majestät Mrs. Brown (Her Majesty, Mrs. Brown)
- 1998: Shakespeare in Love
- 2001: Corellis Mandoline (Captain Corelli’s Mandolin)
- 2005: Der Beweis – Liebe zwischen Genie und Wahnsinn (Proof)
- 2008: Killshot
- 2010: Eine offene Rechnung (The Debt)
- 2012: Best Exotic Marigold Hotel (The Best Exotic Marigold Hotel)
- 2013: Masters of Sex (Fernsehserie, Episode 1x01)
- 2015: Best Exotic Marigold Hotel 2 (The Second Best Exotic Marigold Hotel)
- 2016: Die Erfindung der Wahrheit (Miss Sloane)
- 2021: Die Täuschung (Operation Mincemeat)